# Beaulencourt
Beaulencourt és un municipi francès situat al departament del Pas de Calais i a la regió dels Alts de França. L'any 2007 tenia 203 habitants.

## Demografia

### Població
El 2007 la població de fet de Beaulencourt era de 203 persones. Hi havia 76 famílies de les quals 20 eren unipersonals (4 homes vivint sols i 16 dones vivint soles), 32 parelles sense fills, 20 parelles amb fills i 4 famílies monoparentals amb fills.
La població ha evolucionat segons el següent gràfic:
Habitants censats

### Habitatges
El 2007 hi havia 86 habitatges, 80 eren l'habitatge principal de la família i 6 estaven desocupats. 81 eren cases i 5 eren apartaments. Dels 80 habitatges principals, 65 estaven ocupats pels seus propietaris, 13 estaven llogats i ocupats pels llogaters i 3 estaven cedits a títol gratuït; 2 tenien una cambra, 1 en tenia dues, 10 en tenien tres, 17 en tenien quatre i 51 en tenien cinc o més. 76 habitatges disposaven pel capbaix d'una plaça de pàrquing. A 37 habitatges hi havia un automòbil i a 36 n'hi havia dos o més.

### Piràmide de població
La piràmide de població per edats i sexe el 2009 era:
| Homes | Edats   | Dones |
| ----- | ------- | ----- |
| 0     | 95 o +  | 0     |
| 0     | 90 a 94 | 8     |
| 0     | 85 a 89 | 0     |
| 0     | 80 a 84 | 0     |
| 0     | 75 a 79 | 4     |
| 8     | 70 a 74 | 0     |
| 4     | 65 a 69 | 8     |
| 12    | 60 a 64 | 4     |
| 8     | 55 a 59 | 8     |
| 0     | 50 a 54 | 12    |
| 12    | 45 a 49 | 8     |
| 4     | 40 a 44 | 0     |
| 0     | 35 a 39 | 4     |
| 8     | 30 a 34 | 0     |
| 4     | 25 a 29 | 8     |
| 8     | 20 a 24 | 8     |
| 8     | 15 a 19 | 0     |
| 0     | 10 a 14 | 4     |
| 4     | 5 a 9   | 4     |
| 8     | 0 a 4   | 4     |

## Economia
El 2007 la població en edat de treballar era de 141 persones, 105 eren actives i 36 eren inactives. De les 105 persones actives 92 estaven ocupades (54 homes i 38 dones) i 13 estaven aturades (6 homes i 7 dones). De les 36 persones inactives 9 estaven jubilades, 12 estaven estudiant i 15 estaven classificades com a «altres inactius».

### Ingressos
El 2009 a Beaulencourt hi havia 85 unitats fiscals que integraven 209,5 persones, la mediana anual d'ingressos fiscals per persona era de 18.071 €.

### Activitats econòmiques
Dels 5 establiments que hi havia el 2007, 3 eren d'empreses de comerç i reparació d'automòbils, 1 d'una empresa de transport i 1 d'una empresa d'hostatgeria i restauració.
Dels 2 establiments de servei als particulars que hi havia el 2009, 1 era un taller de reparació d'automòbils i de material agrícola i 1 restaurant.
L'any 2000 a Beaulencourt hi havia 10 explotacions agrícoles que ocupaven un total de 300 hectàrees.

## Equipaments sanitaris i escolars
El 2009 hi havia una escola elemental integrada dins d'un grup escolar amb les comunes properes formant una escola dispersa.

## Poblacions més properes
El següent diagrama mostra les poblacions més properes.